# مابل هيل (رسامة)
مابل هيل (بالإنجليزية: Mabel Hill)‏ هي رسامة نيوزيلندية، ولدت في 3 مارس 1872 في أوكلاند في نيوزيلندا، وتوفيت في 18 نوفمبر 1956 في East Grinstead ‏ في المملكة المتحدة.